# Cucullia jankowskii
Cucullia jankowskii là một loài bướm đêm trong họ Noctuidae.